# Байконур
Байконур е руски (на територия под наем) и бивш съветски космодрум край едноименния град Байконур в Къзълординска област, Казахстан. Той е най-големият космодрум в света. Основан е през 1955 г.
От Байконур е стартирал първият в историята изкуствен спътник на Земята („Спутник-1“ през 1957 г.) и е излетял първият космонавт (Юрий Гагарин през 1961 г. Оттам са излитали корабите „Восток“, „Восход“, „Союз“ и орбиталните станции от сериите „Салют“ и „Мир“, първата съветска совалка „Буран“, както и много изкуствени спътници и междупланетни космически апарати.
Байконур е единственият руски космодрум, предназначен за изстрелване на всякакви видове ракети носители. Само от него СССР и Русия са изстрелвали пилотирани космически кораби и спътници на геостационарна орбита.

## Инфраструктура
- 9 типа стартови комплекси, групирани в 15 пускови установки, за изстрелване на ракети носители;
- 4 пускови установки за изпитания на междуконтинентални балистични ракети;
- 11 монтажно-изпитателни корпуса, в които са разположени 34 технически комплекса за предстартова подготовка на ракетите-носители и космическите апарати, а също така 3 зареждащо-неутрализациони станции за зареждане с ракетно гориво и газове под налягане на космическите апарати и на ускорителните блокове;
- измервателен комплекс с информационно-изчислителен център за контрол и управление на полета на ракетите носители, и за обработка на телеметрична информация;
- кислородно-азотен завод с обща производителност до 300 тона криогенни продукти в денонощие;
- ТЕЦ с мощност 60 MW;
- 600 електрозахранващи подстанции;
- 92 възела за връзка;
- две летища от 1-ви клас („Крайний“ и „Юбилейный“ на МКС „Буран“);
- 470 км релсови пътища (специални релсови пътища – 40 км);
- 1281 км автомобилни пътища;
- 6610 км електропроводи;
- 2784 км съобщителни кабели.

## Експлоатация
- май 1957 – начало на експлоатацията; изстрелване на ракети носители Р-7.
- 4 октомври 1957 от Байконур е изведен на орбита първият в света изкуствен спътник на Земята Спутник-1. Неговата маса е била 83,6 kg.
- 3 ноември 1957 –  изстрелян е Спутник-2 с кучето Лайка на борда.
- 19 август 1960 – изстрелян е Спутник-5 с кучетата Белка и Стрелка на борда. След 17 обиколки на Земята космическият кораб се приземява в зададения район. Тези кучета са оцелели.
- 24 октомври 1960 на космодрума при изпитание избухва балистична ракета Р-16, отнемайки живота на 78 души, а 49 са ранени.
- 12 април 1961 от космодрума е изстрелян Восток 1 – първият пилотиран космически кораб. Извършва една обиколка на Земята за 1 час и 48 мин.
- 24 октомври 1964 на космодрума при изпитание избухва балистична ракета Р-9А, във време на което загиват 8 души.

В края на 2004 са обявени плановете за създаване на Байконур на ракетно-космически комплекс „Байтерек“. С негова помощ се планира да се извършват търговски стартове на космически кораби с помощта на проектираната ракета носител Ангара. Експлоатацията на ракетно-космическия комплекс ще бъде на принципите на равното участие на Русия и Казахстан. Финансирането на проекта ще бъде от казахстанска страна, а Русия ще отговаря за разработката. Очаква се строителството да завърши до 2008 г.
Планирано е Русия да използва космодрума Байконур под наем до 2050 г.

### Териториален статут
След разпада на СССР в началото на 90-те години от 20-и век космодрумът е в Казахстан и се ползва от Русия под аренда .
Въпреки че Байконур се намира извън границите на Руската федерация, на неговата територия работят руски структури. Местно самоуправление няма, тъй като Байконур не е на руска територия. Избирателните участъци в училищата са в състава на териториалните комисии на задграничните региони за избор на депутати за парламента.
Към декември 2005 в съответствие с договора между Русия и Казахстан ръководителят на администрацията на града се назначава от президентите на 2-те страни, като на територията на града действа руско законодателство, което трябва да съблюдава и правата на гражданите на Казахстан. Град Байконур има временен статут на град на федерално подчинение на Руската федерация. От структурите на казахстанския град Байконур действа само митница Байконур, обслужваща летищата на града, и районно управление на МВР на Казахстан, което следи за реда в предградията Тюратам и Акай и има регистрационни функции.

## Катастрофа на Байконур
Катастрофата на Байконур (на Запад също известна като „Катастрофата на Неделин“) е взрив на междуконтиненталната балистична ракета Р-16 при изпитания на космодрума Байконур на 24 октомври 1960 г.
При взрива и възникналия пожар загиват 78 души, в това число главнокомандващият РВСН главен маршал на артилерията Митрофан Неделин. Отдалечилият се малко преди старта конструктор академик Михаил Янгел като по чудо е останал жив. Трагедията е била засекретена, сведенията за нея официално са публикувани чак през 90-те години на XX век.

### Причина
По време на подготовката на ракетата за старт случайно се стартират двигателите на втората степен. Мощна струя от нажежени газове много бързо (само за няколко секунди) прогаря резервоарите на първата степен и те се взривяват, разплисквайки горящо гориво.
Трагичните подробности от катастрофата са заснети от автоматичните камери, разположени около стартовата площадка за заснемането на старта. Те се включват при възпламеняването на втората степен.